# أعمال شغب في المملكة المتحدة (2024)
منذ 30 يوليو 2024 اندلعت أعمال شغب في أجزاء مختلفة من المملكة المتحدة في أعقاب طعن جماعي للأطفال في ساوثبورت في 29 يوليو. وقد ارتبطت أعمال الشغب الأولية في ساوثبورت وأعمال الشغب اللاحقة في أماكن أخرى بالتضليل على وسائل التواصل الاجتماعي.
بدأت أعمال الشغب في 30 يوليو عندما تجمع حشد بما في ذلك أنصار رابطة الدفاع الإنجليزية المعادية للإسلام والتي تم حلها الآن خارج مسجد ساوثبورت. أدت المعلومات المضللة على منصات التواصل الاجتماعي إلى اعتقاد المتظاهرين بأن المشتبه به في الطعن الجماعي كان مهاجرا مسلما بينما كان في الواقع مواطنا بريطانيا ولد في كارديف. يعتقد المحللون أنه في حين كان الطعن هو المحفز فإن "معظم هذه الاحتجاجات وأعمال الشغب أكثر تركيزا على نطاق أوسع وتعبر عن عداء أوسع للتعددية الثقافية والتحيز ضد المسلمين والمهاجرين فضلا عن سلسلة غريزية من المشاعر الشعبوية المناهضة للحكومة". هاجم المتظاهرون ضباط الشرطة وألقوا أشياء على المسجد وأشعلوا النار في سيارة شرطة. وأسفرت أعمال الشغب عن إصابة أكثر من خمسين ضابطا بعضهم في حالة خطيرة وإصابة ثلاثة كلاب بوليسية. وتم اعتقال العديد من الأشخاص.
امتدت الاضطرابات إلى أجزاء أخرى من إنجلترا وأيضا بلفاست في أيرلندا الشمالية في الأيام التالية. في 31 يوليو اعتقل أكثر من 100 متظاهر في لندن ووقعت مظاهرات في مانشستر وهارتلبول وألدرشوت. وفي 2 أغسطس اندلعت أعمال شغب في سندرلاند حيث أُضرمت النيران في مركز للشرطة وأصيب ثلاثة من ضباط الشرطة وألقي القبض على عدة أشخاص. وفي 3 أغسطس اشتبك المتظاهرون من اليمين المتطرف مع الشرطة والمتظاهرين المضادين في عدة مواقع وأُضرمت النيران في مكتبة في ليفربول. وفي 4 أغسطس حطم مثيرو الشغب النوافذ وأضرموا النار في مباني هوليداي إن إكسبريس في كل من روثرهام وتامورث التي كانت تؤوي المهاجرين. وفي ميدلسبره حطم مثيرو الشغب النوافذ واستهدفوا المنازل والسيارات في منطقة سكنية. وفي مانشستر بدأت الاحتجاجات المناهضة للهجرة خارج قاعة بلدية بولتون سلميا قبل أن يتجول المتظاهرون المضادون الذين يرتدون أقنعة سوداء ويهتفون "الله أكبر" في الشوارع.
وُصفت أعمال الشغب - الأسوأ منذ أعمال شغب إنجلترا عام 2011 - بأنها معادية للإسلام وعنصرية ومعادية للهجرة ويمينية متطرفة. نشر حزب الجبهة الوطنية الفاشي والحركة البريطانية معلومات مضللة عبر الإنترنت وشارك أعضاء مجموعة البديل الوطني في أعمال شغب ساوثبورت وساعدوا في تنظيمها.

## الخلفية
في 29 يوليو 2024 وقع هجوم بسكين في ورشة عمل لليوجا والرقص للأطفال. قُتل ثلاثة أطفال وأصيب ثمانية أطفال آخرين خمسة منهم في حالة حرجة. كما أصيب شخصان بالغان في الحدث بجروح خطيرة. في أعقاب الطعن أشعلت الشائعات والتضليل المعادي للمسلمين احتجاجات وأعمال شغب معادية للإسلام.
تأججت الاحتجاجات وأعمال الشغب بسبب كراهية الإسلام على نطاق أوسع والمخاوف بشأن الجريمة والمشاعر المناهضة للهجرة وكراهية الأجانب والقومية وضد التحيزات المتصورة من قبل الشرطة ووسائل الإعلام.

### معلومات مضللة
في أعقاب الطعن كانت هناك تكهنات غير صحيحة على الإنترنت حول اسم المهاجم المشتبه به. تم تداول معلومات مضللة ومغلوطة بما في ذلك ادعاءات كاذبة حول هوية المشتبه به وجنسيته ودينه وحالته في الهجرة على وسائل التواصل الاجتماعي من قبل حسابات اليمين المتطرف البارزة بما في ذلك تومي روبنسون. يُعتقد أن الادعاء الكاذب بأن الجاني يُدعى "علي الشكاتي" نشأ من حساب إكس (تويتر سابقا) لمناهض للإغلاق واكتسب جمهورا أكبر عندما كرره موقع قناة 3 الآن وهو موقع مرتبط بروسيا معروف بنشر الأخبار المزيفة. اتُهمت روسيا بالوقوف وراء حملة تضليل متعمدة. كما نشر أندرو تيت على إكس أن المهاجم كان "مهاجرا غير شرعي" وشارك الملاكم السابق أنتوني فاولر أنه كان "زميلا من سوريا". أصبحت مجموعة تيليجرام التي تم إنشاؤها حديثا "ذات طابع ساوثبورت" مغمورة بالمعلومات المضللة بما في ذلك من الجبهة الوطنية اليمينية المتطرفة قبل نشرها على منصات وسائل التواصل الاجتماعي بالإضافة إلى المعلومات المضللة التي نشرتها مجموعة الحركة البريطانية النازية الجديدة على وسائل التواصل الاجتماعي.
حاولت شرطة ميرسيسايد تهدئة التكهنات من خلال التأكيد على أن الاسم المتداول لم يكن مرتبطا بالقضية ولم يكن المشتبه به وأفيد لاحقا أن المشتبه به ولد في ويلز لأبوين روانديين وانتقل إلى منطقة ساوثبورت في عام 2013 دون وجود روابط معروفة بالإسلام. تم تقديم انتشار المعلومات المضللة على نطاق واسع باعتباره سبب أعمال الشغب في ساوثبورت.
وصف أندرو تشادويك أستاذ الاتصال السياسي في جامعة لوفبورو تغريدة فيروسية بأنها "مفبركة عمدا لتوليد العداء تجاه الأقليات العرقية والمهاجرين وهي قطعة دعائية محتملة معادية للإسلام". علق ماثيو فيلدمان الخبير في التطرف اليميني قائلا: "من الصعب التفكير في مثال أفضل بكثير للأضرار عبر الإنترنت التي تنتهك العالم الحقيقي من قصة مزيفة تشيطن المسلمين والأشخاص الملونين وتؤدي إلى أعمال شغب في الشوارع". اتهم وزير الأمن السابق ستيفن ماكبارتلاند روسيا ونظام فلاديمير بوتن بالتورط في حملة التضليل ووصفها بأنها "جزء من كتاب اللعب الروسي". ألقى الكاتب اليساري في صحيفة الجارديان أوين جونز باللوم على إكس باعتبارها "بؤرة للتضليل ونقاط الحديث اليمينية المتطرفة" لنشر ادعاءات غير مؤكدة. بعد أيام ذكرت صحيفة الإندبندنت أن المعلومات المضللة والمؤامرة بشأن المشتبه به بقيت ويبدو أنها القوة الدافعة وراء الاحتجاجات.
طُعنت امرأة في ستيرلنغ في 3 أغسطس 2024. ادعى تومي روبنسون وهو ناشط يميني متطرف أسس رابطة الدفاع الإنجليزية المناهضة للإسلام المنحلة الآن خطأ على وسائل التواصل الاجتماعي أن "مسلما مزعوما" كان متورطا في حادثة طُعنت فيها ثلاث نساء. ونشرت روايات أخرى المعلومات المضللة مما ساهم في التوترات. ألقت الشرطة القبض على رجل ووصفته بأنه أبيض ومحلي في المنطقة. كان إصدار هذه التفاصيل غير عادي وتم القيام به للحد من المعلومات المضللة.

## التسلسل الزمني

### 30 يوليو

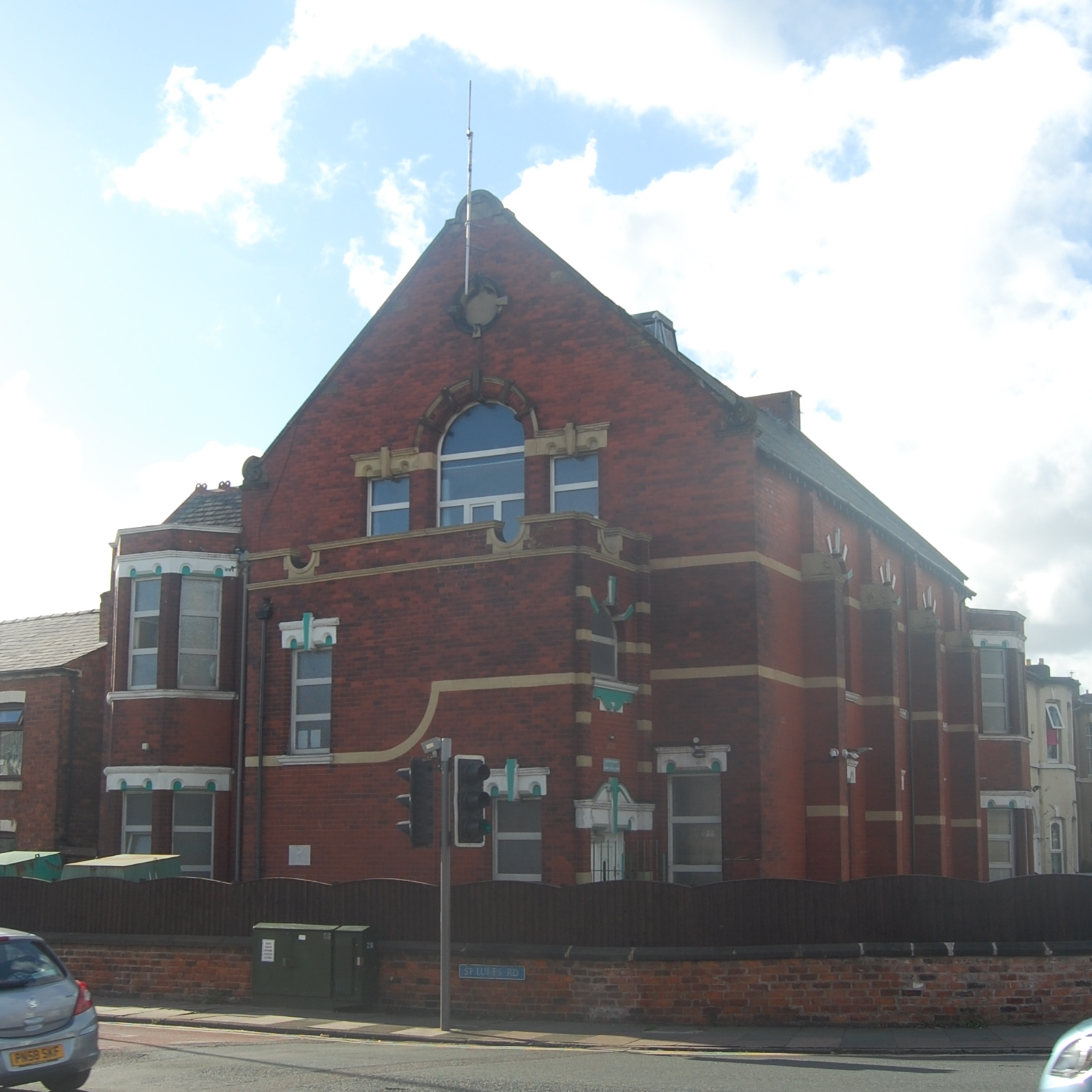
مسجد ساوثبورت، موقع أعمال الشغب الأولى.

في حوالي الساعة 20:05 بتوقيت جرينتش تجمع مئات المحتجين خارج مسجد ساوثبورت وهم يهتفون "لا استسلام!" و"إنجليزي حتى أموت!" وفي غضون عدة دقائق اشتبك المتظاهرون مع الشرطة. تحصن المتظاهرون وهتفوا "تومي روبنسون" ناشط يميني متطرف أسس رابطة الدفاع الإنجليزية. كان روبنسون قد اعتُقل ثم أُطلق سراحه قبل يومين قبل أن يفر من البلاد ويفشل في المثول أمام جلسة استماع في المحكمة العليا تم استدعاؤه إليها بتهمة ازدراء المحكمة.
بحلول الساعة 20:37 بدأ المتظاهرون في إلقاء أشياء على المسجد والشرطة مما أدى إلى إصابة ضابط واحد. تم إشعال النار في عربة شرطة بينما نشرت الشرطة قنابل الدخان. طلبت شرطة ميرسيسايد ضباطا من شرطة مانشستر الكبرى وشرطة شيشاير وشرطة لانكشاير وشرطة شمال ويلز. أخلت شرطة مكافحة الشغب المنطقة القريبة من المسجد بحلول الساعة 21:14 وبدأ المتظاهرون في التفرق بعد ذلك بوقت قصير مع حلول الليل. بحلول الساعة 23:14 انتهت أعمال الشغب. تضرر متجر محلي على الزاوية.
خلال أعمال الشغب كان نشطاء اليمين المتطرف يروجون للمظاهرة التي بدأت في ساوثبورت قبل الانخراط في أعمال الشغب. وصفت صحيفة هاف بوست نشطاء اليمين المتطرف بأنهم "اختطفوا" وقفة الاحتجاج للضحايا وذكرت صحيفة مانشستر إيفينينج نيوز أن "بلطجية اليمين المتطرف الذين تغذيهم الأكاذيب سعوا إلى استغلال المأساة". قالت شرطة ميرسيسايد في ليلة أعمال الشغب إنها تعتقد أن أنصار رابطة الدفاع الإنجليزية متورطون في أعمال الشغب ونظموها. وصفتهم منظمة هوب نوت هيت بأنهم من أنصار تومي روبنسون. نفى روبنسون تورط رابطة الدفاع الإنجليزية بينما زعم أن الغضب في ساوثبورت كان مبررا. شارك عضو بارز في مجموعة النازيين الجدد البديل الوطني في أعمال الشغب وساعد عضو آخر في الترويج للحدث.
صرح اتحاد شرطة ميرسيسايد أن أكثر من خمسين ضابطا أصيبوا في حادثة ساوثبورت وذكرت خدمة الإسعاف في شمال غرب البلاد أن سبعة وعشرين ضابطا نُقلوا إلى المستشفى وخرج اثني عشر ضابطا في مكان الحادث. صرحت شرطة ميرسيسايد أن ثمانية ضباط أصيبوا بجروح خطيرة وأصيب ثلاثة كلاب بوليسية. تم القبض على رجل من ستانديش للاشتباه في حيازة مادة حادة. وضعت الشرطة أمرا لمدة 24 ساعة بموجب المادة 60 يمنح الضباط مزيدا من سلطة الإيقاف والتفتيش وأمرا بموجب المادة 34 يسمح للشرطة بتوجيه الأشخاص الذين يشاركون في أنشطة معينة بعيدا عن المنطقة. نشرت شرطة ميرسيسايد ضباطا إضافيين بعد أعمال الشغب وبقيت موارد الإسعاف.
في اليوم التالي حذرت المجموعة المناهضة للفاشية "الأمل وليس الكراهية" من احتمال حدوث المزيد من المظاهرات من قبل الجماعات اليمينية المتطرفة في العديد من المدن في جميع أنحاء البلاد. ترددت مخاوف شرطة ميرسيسايد من المزيد من العنف.

### 31 يوليو
في لندن فرضت شرطة العاصمة شروط النظام العام للاحتجاج الذي أطلق عليه "كفى يعني كفى" شعار البديل الوطني حيث اشتبك المتظاهرون اليمينيون المتطرفون مع الشرطة في 31 يوليو. تم اعتقال أكثر من 100 شخص.
في مساء يوم 31 يوليو تجمعت مجموعة من حوالي 40 متظاهرا خارج فندق هوليداي إن في مانشستر والذي كان يأوي طالبي اللجوء. وسُمع هتافات المجموعة وهي تهتف "نريد استعادة بلدنا" وهي عبارة مرتبطة بالجماعات اليمينية المتطرفة في المملكة المتحدة. تم اعتقال شخصين.
اندلعت المظاهرات أيضا في بلدة هارتلبول بمقاطعة دورهام في نفس المساء. تم إلقاء أشياء بما في ذلك البيض والزجاجات الزجاجية على الشرطة ردا على دروع الشغب الأخيرة. أصيب العديد من ضباط الشرطة وأُضرمت النيران في سيارة شرطة. تم القبض على ثمانية أشخاص.
كما كان هناك احتجاج خارج فندق يأوي المهاجرين في ألدرشوت. ووصفت مفوضة الشرطة والجريمة في هامبشاير دونا جونز سلوكا "من نوع الغوغاء" وأفادت شرطة هامبشاير بوجود حشد من 200 شخص حيث قامت أقلية منهم بإلقاء الأشياء وتعريض الناس للإساءة العنصرية.
اعتقلت شرطة كليفلاند منظم مسيرة في ميدلسبره للاشتباه في حيازته سلاحا ناريا بقصد إثارة الخوف من العنف.

### 2 أغسطس
في مساء يوم 2 أغسطس تجمع المتظاهرون في ساحة كيل بسندرلاند من أجل مسيرة حول وسط المدينة. حضر ضباط الخيالة من شرطة نورثمبريا المظاهرة إلى جانب ضباط يرتدون معدات مكافحة الشغب. اشتبكت الشرطة والمتظاهرون خارج مسجد في شارع سانت مارك بعد أن حاول بعض المتظاهرين الاقتراب من المبنى. هتف المتظاهرون "أنقذوا أطفالنا" و"نريد استعادة بلدنا" بالإضافة إلى شعارات تدعم تومي روبنسون والشتائم المعادية للإسلام. تم حرق سيارة أجرة أوبر ونهب المتاجر. تم إحراق مركز شرطة سندرلاند سنترال وتم إلغاء القطارات المتجهة إلى محطة سندرلاند أو تحويلها إلى سانت بيترز. تم القبض على ثمانية أشخاص لاحقا ونقل ثلاثة من ضباط الشرطة إلى المستشفى.
تجمع حوالي مائة متظاهر يهتفون بشعارات معادية للهجرة في ليفربول في نفس المساء.

### 3 أغسطس
في 3 أغسطس حدثت العديد من المسيرات اليمينية المتطرفة والاحتجاجات المضادة في إنجلترا. في ليدز ردد حوالي 150 متظاهر شعارات مثل "المسلمين المتحرشين بالأطفال خارج شوارعنا" و"أوقفوا القوارب" بينما هتف المتظاهرون المضادون "الحثالة النازية خارج شوارعنا". في مانشستر شارك 150 متظاهرا في احتجاج "كفى يعني كفى" بينما خرج 350 متظاهرا للاحتجاج المضاد "أوقفوا اليمين المتطرف". في نوتنغهام وردت أنباء عن اشتباكات بين مجموعات متعارضة من المحتجين.

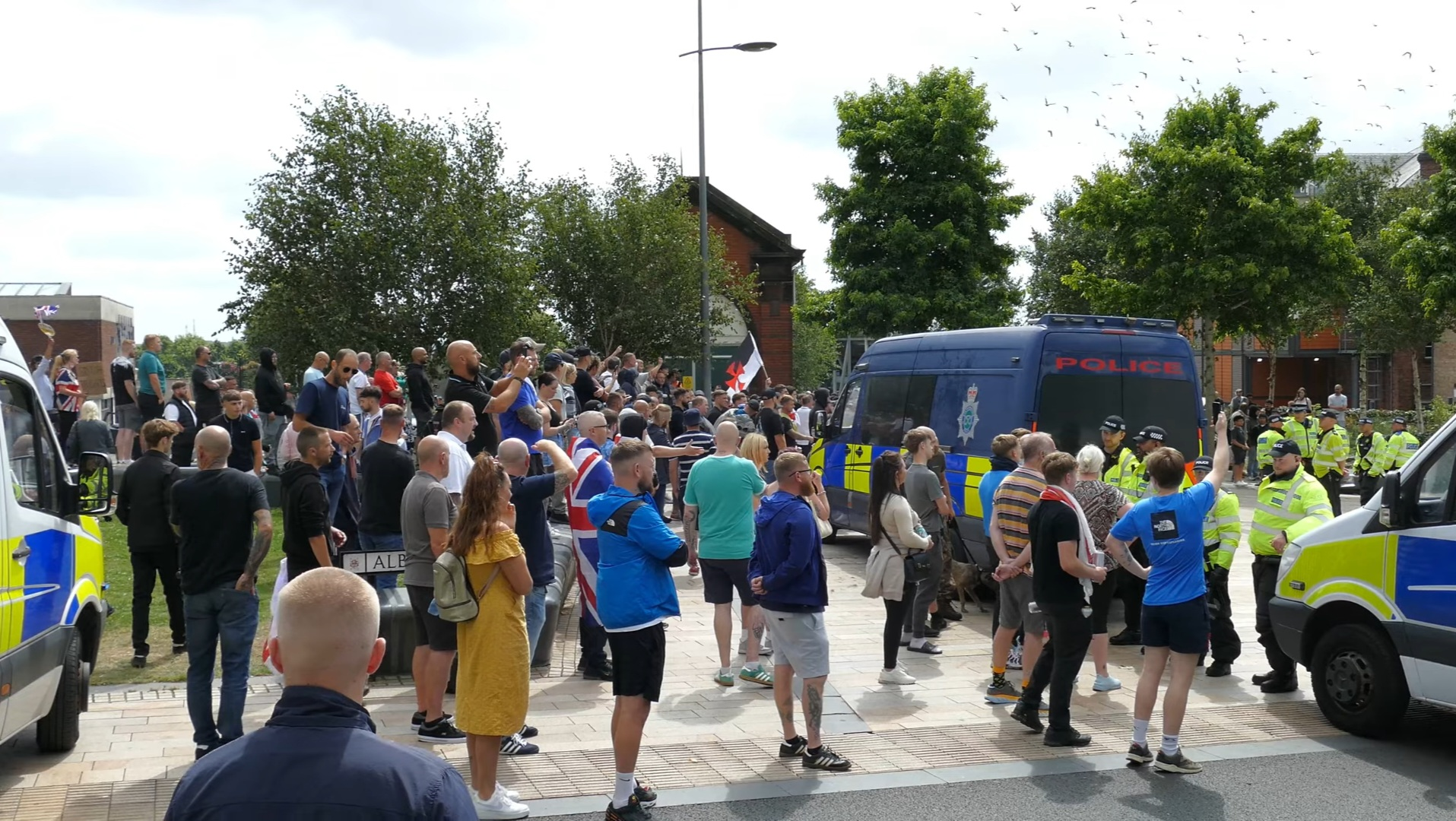
احتجاج في ستوك أون ترينت في 3 أغسطس.

في ليفربول استمرت الاضطرابات العنيفة حتى وقت متأخر من الليل وألقى المتظاهرون اليمينيون المتطرفون الطوب والألعاب النارية على الشرطة ونهبوا المتاجر وأضرموا النار في مكتبة. في ستوك أون ترينت اشتبكت مسيرة يمينية متطرفة مع مجموعات احتجاجية مضادة خارج مسجد محلي حيث ألقيت الصواريخ على شرطة مكافحة الشغب.
تم اعتقال عشرين شخصا في بلاكبول بعد اندلاع اضطرابات عنيفة بين ما يقرب من 1000 متظاهر مع إلقاء الزجاجات والمقذوفات الأخرى على الشرطة. قامت الشرطة في بريستول باعتقالات متعددة وأغلقت الطرق بعد تجمع المتظاهرين في كاسل بارك حيث اشتبكوا مع المتظاهرين المضادين الذين فاق عددهم عددهم.
في هال نهب مثيرو الشغب العديد من المتاجر بما في ذلك متجر O2 وجريجز وشو زون والذي تم إحراق الأخير أيضا. تم تداول مقطع فيديو عبر الإنترنت لحشد من مثيري الشغب يحيطون برجل آسيوي ويهاجمونه في سيارته وهم يهتفون بألفاظ عنصرية. تم إحراق السيارات وإتلافها. كما تعرض فندق يأوي طالبي اللجوء للهجوم حيث قام مثيرو الشغب بإلقاء الطوب وتحطيم النوافذ.
كما اندلعت احتجاجات في بلفاست حيث قامت الشرطة بفصل المتظاهرين المناهضين للهجرة والمناهضين للعنصرية. وتعرض متجر في شارع بوتانيك في المدينة لأضرار عندما حطم المتظاهرون النوافذ وألحقوا الضرر بالأثاث. كما تم إلقاء الألعاب النارية أثناء المسيرة.
تعرضت امرأة للطعن في شارع كينج في ستيرلنغ وكان هناك تكهنات عبر الإنترنت من تومي روبنسون بأن المهاجم كان مسلما. أصدرت شرطة اسكتلندا بيانا عاما يفيد بأن المهاجم كان رجلا أبيض وقد تم القبض عليه.
في ليفربول هاجم تجمع من مثيري الشغب اليمينيين المتطرفين خارج مسجد الشرطة التي كانت تحمي المبنى. بدأ الغوغاء في حرق ونهب المتاجر المحلية وأضرمت النيران في مكتبة سبيلو ومركز المجتمع. هاجم مثيرو الشغب رجال الإطفاء.
في دونكاستر تم إلغاء احتجاج مناهض للهجرة مخطط له بعد ظهور شخص واحد فقط.

### 4 أغسطس
في روثرهام كانت هناك مظاهرات من قبل المحتجين المناهضين للهجرة والمناهضين للعنصرية حيث كان عدد الأول يفوق عدد الأخير. ثم اندلعت أعمال شغب خارج فندق هوليداي إن إكسبريس الذي كان يأوي طالبي اللجوء حيث ألقى المتظاهرون المناهضون للهجرة الذين يرتدون أقنعة أشياء على المبنى مما أدى إلى تحطيم عدد من النوافذ وإشعال النار في المبنى. كما سمعوا يهتفون "أخرجوهم" و"يوركشاير". في وقت لاحق من نفس اليوم ذكرت صحيفة الجارديان تصاعد العنف حيث ألقى المتظاهرون أشياء على ضباط الشرطة مما أدى إلى إصابة أحدهم.
أصدرت شرطة مانشستر الكبرى إشعارا بتفريق المظاهرة بموجب المادة 34 يغطي بولتون. كانت هناك مظاهرات أخرى من قبل المحتجين المناهضين للهجرة والمناهضين للعنصرية الذين أبقت الشرطة عليهم منفصلين. دخلت مجموعة من المحتجين الملثمين في صراع مع الشرطة حيث هتف البعض "الله أكبر".
في ميدلسبره استهدف مثيرو الشغب المنازل والسيارات في منطقة سكنية وحطموا النوافذ. كما حدثت احتجاجات في هال وويماوث مع احتجاج مضاد في الأخير.
كان هناك المزيد من أعمال الشغب خارج فندق هوليداي إن إكسبريس الثاني في تامورث والذي كان يأوي طالبي اللجوء. تم إلقاء أشياء على المبنى وعلى الشرطة وأصيب أحدهم وتم تحطيم النوافذ وإشعال النار في جزء من المبنى.

## الردود

### المحلية
بعد أعمال الشغب في ساوثبورت كتب رئيس الوزراء كير ستارمر أن أولئك الذين "اختطفوا وقفة الاحتجاج للضحايا" قد "أهانوا المجتمع وهو يحزن" وأن مثيري الشغب سيشعرون بالقوة الكاملة للقانون. في الأول من أغسطس وبعد اجتماع مع كبار ضباط الشرطة أعلن ستارمر عن إنشاء برنامج وطني للاضطرابات العنيفة لتسهيل المزيد من التعاون بين قوات الشرطة عند التعامل مع الاضطرابات العنيفة. في الرابع من أغسطس قال ستارمر إن مثيري الشغب "سيشعرون بالقوة الكاملة للقانون" وأخبرهم "سوف تندمون على المشاركة في هذا سواء بشكل مباشر أو أولئك الذين يحرضون على هذا العمل عبر الإنترنت ثم يفرون بأنفسهم". وأضاف "لن أتردد في تسميته بما هو عليه - بلطجة اليمين المتطرف". دعا ستارمر لاحقا إلى اجتماع استجابة طارئة.
أدانت وزيرة الداخلية إيفات كوبر أعمال الشغب في ساوثبورت ووصفتها بأنها مروعة وطلبت إجراء تحقيق جنائي. وفقا لصحيفة ذي إندبندنت كان كوبر أيضا "يراجع ما إذا كان ينبغي تصنيف رابطة الدفاع الإنجليزية اليمينية المتطرفة [...] كمنظمة إرهابية محظورة" بعد ارتباطها بأعمال شغب ساوثبورت وهو الاقتراح الذي رددته نائبة رئيس الوزراء أنجيلا راينر على الرغم من أن رابطة الدفاع الإنجليزية لم تعد موجودة بالمعنى الرسمي.
قال النائب العمالي عن ساوثبورت باتريك هيرلي في برنامج "اليوم" على راديو بي بي سي 4 في 31 يوليو إن مثيري الشغب لم يكونوا من السكان المحليين بل كانوا "بلطجية استولوا على القطار" وكانوا "يظهرون عدم الاحترام التام لأسر الأطفال القتلى والجرحى و[...] المدينة". حطم مثيرو الشغب نوافذ مسجد ساوثبورت وقال هيرلي لصحيفة توداي إن الناس "كانوا يستخدمون الحادث المروع يوم الاثنين وفاة ثلاثة أطفال صغار لأغراضهم السياسية الخاصة". أصدرت شبكة مسجد منطقة ليفربول والرابطة الإسلامية في بريطانيا بيانات تدين أعمال الشغب.
تعرض زعيم الإصلاح في المملكة المتحدة نايجل فاراج لانتقادات من قبل رئيس شرطة مكافحة الإرهاب السابق في سكوتلاند يارد نيل باسو لتساؤله عما إذا كانت الحقيقة تُحجب عن الجمهور حيث اتهم باسو فاراج بالتحريض على العنف وخلق نظريات المؤامرة. كما اتهم فاراج بإضفاء الشرعية على أعمال العنف من قبل ستيف روثرام عمدة منطقة مدينة ليفربول بعد إصدار مقطع فيديو قال فيه إن الاحتجاجات "لا شيء مقارنة بما يمكن أن يحدث على مدار الأسابيع القليلة المقبلة".
في 2 أغسطس وقبل الاحتجاجات المتوقعة في عطلة نهاية الأسبوع التالية أوصى المجلس الإسلامي البريطاني المساجد "بمراجعة وتعزيز بروتوكولاتها الأمنية" وتم تنظيم احتجاجات مضادة من قبل مناهضي العنصرية تحت شعار "أوقفوا أقصى اليمين: لا تدع العنصريين يفرقوننا" وخاصة من قبل "الوقوف في وجه العنصرية". قال وزير الداخلية ديفيد هانسون إن الشرطة تراقب المنظمات وستستخدم تقنية التعرف على الوجه لتحديد هوية أي شخص متورط في أعمال عنف. أدان زعماء الكنيسة في أيرلندا الشمالية الدعوات إلى الاحتجاجات المناهضة للإسلام في المقاطعة في نهاية الأسبوع بينما قالت خدمة شرطة أيرلندا الشمالية إنها تخطط لاستجابة متناسبة.
في 3 أغسطس بدأت وزارة العدل مناقشات حول بقاء محاكم الصلح في إنجلترا وويلز مفتوحة طوال الليل لإصدار حكم أولي بشأن المشتبه بهم المعتقلين بسبب الزيادة المتوقعة في عدد الأشخاص المحتجزين بتهمة ارتكاب جرائم تتعلق بالشغب. وقد حدث هذا أيضا أثناء أعمال الشغب في إنجلترا عام 2011.
أصدرت مفوضة الشرطة والجريمة في هامبشاير والسياسية المحافظة دونا جونز بيانا مثيرا للجدل تم إدانته على نطاق واسع حيث ادعت أن اعتقال الأشخاص كان "علاجا للأعراض وليس السبب" وبدت بخلاف ذلك متفقة مع المحتجين. تم حذف البيان الصحفي لاحقا من موقع لجنة الشرطة والجريمة على الإنترنت.

### دوليا
أصدرت ماليزيا ونيجيريا نصائح سفر إلى المملكة المتحدة تنصح مواطنيهما بتجنب الاحتجاجات.